# Look into the Future
Look into the Future ist das zweite Studioalbum der US-amerikanischen Adult-Oriented-Rock-Band Journey und wurde im Januar 1976 bei Columbia Records veröffentlicht.

## Geschichte
Das Album gehört in die Frühphase der Band, bevor mit dem Eintritt von Steve Perry 1978 ein stilistischer Umbruch stattfand und die Erfolgsserie der Band begann. Artdirector für die Gestaltung des Albums war Rick Narin. Die Fotos stammen von Ethan Russell.
Das Album enthält eine Coverversion des Beatles-Songs It’s All Too Much aus dem Zeichentrickfilm Yellow Submarine von 1968. Die Titel Anyway, It’s All Too Much, On a Saturday Nite und You’re on Your Own wurden 1979 auf dem Album In the Beginning erneut veröffentlicht, I’m Gonna Leave You auf dem genannten Album und darüber hinaus 1992 auf der LP Time.

## Rezeption
Das Album erreichte in den Billboard LP-Charts Platz 100 und konnte sich 15 Wochen in den Charts halten. Stephen Thomas Erlewine von Allmusic nannte das Album „ein wenig zu richtungslos, um als guter Jazzrock zu funktionieren“, es sei aber eine marginale Verbesserung gegenüber dem Vorgänger. Er vergab zwei von fünf Sternen.
Coverversionen anderer Interpreten von Titeln dieses Albums sind auf keiner in den USA platzierten LP zu finden.

## Titelliste
1. On a Saturday Night  	(Gregg Rolie)	4:01
2. It's All Too Much   (George Harrison) 4:06
3. Anyway  	(Gregg Rolie)	4:12
4. She Makes Me (Feel Alright)  	(Gregg Rolie, Neal Schon, Alex Cash)	3:13
5. You're on Your Own  	(Neal Schon, George Tickner, Rolie)	5:55
6. Look into the Future  	(Neal Schon, Gregg Rolie, Diane Valory)	8:13
7. Midnight Dreamer  	(Neal Schon, Gregg Rolie)	5:14
8. I'm Gonna Leave You  	(Neal Schon, Gregg Rolie, George Tickner)	7:01

## Besetzung
- Gregg Rolie – Gesang, Keyboard
- Neal Schon – Gitarre
- Ross Valory – Bass
- Aynsley Dunbar – Schlagzeug